# Serie B 2015-2016 (hockey su ghiaccio)
La Serie B 2015-2016 è stata organizzata dalla Federazione Italiana Sport del Ghiaccio e dalla Italian Ice Hockey Association (nel mese di dicembre sostituita dalla rinata LIHG), serie valida come seconda divisione del campionato italiano di hockey su ghiaccio.

## Formazioni
A differenza della stagione precedente le squadre iscritte crebbero da 11 a 16, scelta dettata perlopiù dalle difficoltà finanziarie di quattro società che scelsero di autoretrocedere dalla Serie A: Appiano, Caldaro, Egna e Milano Rossoblu. Oltre alle quattro squadre provenienti dalla Serie A vi furono la creazione della formazione Junior del Ritten Sport e il ritorno della formazione senior dell'Hockey Club Fiemme, mentre gli Old Weasels scelsero di ritirarsi dalla Serie B.
| Alleghe Hockey      | Veneto              | Alleghe (BL)                       | Stadio Alvise De Toni               | 2.500 |
| Feltreghiaccio      | Veneto              | Feltre (BL)                        | Palaghiaccio Feltre                 | 6.000 |
| HC Chiavenna        | Lombardia           | Chiavenna (SO)                     | Palaghiaccio di Chiavenna           | 450   |
| Hockey Como         | Lombardia           | Como                               | Palaghiaccio Casate                 | 2.500 |
| HC Varese           | Lombardia           | Varese                             | PalAlbani                           | 1.200 |
| Milano Rossoblu     | Lombardia           | Milano                             | Stadio del ghiaccio Agorà           | 4.000 |
| SC Auer             | Trentino-Alto Adige | Ora (BZ)                           | Eisplatz Schwarzenbach              | 500   |
| Hockey Pergine      | Trentino-Alto Adige | Pergine Valsugana (TN)             | Stadio del ghiaccio di Pergine      | 2.500 |
| HC Merano J         | Trentino-Alto Adige | Merano (BZ)                        | MeranArena                          | 3.000 |
| HC Pustertal Junior | Trentino-Alto Adige | Brunico (BZ)                       | Rienzstadion                        | 2.050 |
| AHC Vinschgau       | Trentino-Alto Adige | Laces (BZ)                         | Palaghiaccio Laces/Latsch           | 400   |
| HC Eppan            | Trentino-Alto Adige | Appiano sulla Strada del Vino (BZ) | Stadio del ghiaccio di Appiano      | 1.500 |
| SV Kaltern          | Trentino-Alto Adige | Caldaro sulla strada del vino (BZ) | Palaghiaccio Caldaro                | 1.500 |
| HC Neumarkt         | Trentino-Alto Adige | Egna (BZ)                          | WürthArena                          | 1.200 |
| HC Fiemme           | Trentino-Alto Adige | Cavalese (TN)                      | Palazzetto del Ghiaccio di Cavalese | 2.300 |
| Ritten Sport Junior | Trentino-Alto Adige | Collalbo (BZ)                      | Arena Ritten                        | 1.200 |

## Formula
Il campionato ha inizio il 19 settembre. Il calendario prevede un girone all'italiana con gare di andata e ritorno, per un totale di 30 giornate. Le prime otto classificate accedono ai playoff, con le serie dei quarti, delle semifinali e la finale al meglio delle cinque sfide.
In caso di parità sono previsti cinque minuti di overtime e se necessario i tiri di rigore. Nel corso del campionato vengono assegnati tre punti per ciascuna vittoria, due punti per una vittoria dopo l'overtime o i rigori, un punto per una sconfitta dopo l'overtime o i rigori e zero in caso di sconfitta entro i sessanta minuti.

## Stagione regolare

### Risultati
20 settembre 2015 - 6 marzo 2016
| 1ª           | giornata           | 16ª          |
| 20 set. 2015 |                    | 20 dic. 2015 |
| 1-4          | Alleghe-Renon Jr   | 1-3          |
| 7-2          | Caldaro-Pergine    | 2-0          |
| 2-8          | Como-Egna          | 1-5          |
| 9-0          | Merano-Feltre      | 7-2          |
| 3-4 dr       | Ora-Fiemme         | 1-5          |
| 2-5          | Pusteria Jr-Milano | 1-8          |
| 4-1          | Varese-Chiavenna   | 2-6          |
| 1-7          | Venosta-Appiano    | 3-11         |

| 4ª           | giornata            | 19ª         |
| 11 ott. 2015 |                     | 3 gen. 2016 |
| 4-1          | Appiano-Milano      | 1-5         |
| 1-3          | Chiavenna-Caldaro   | 0-8         |
| 2-4          | Como-Fiemme         | 3-7         |
| 4-3          | Egna-Merano         | 1-4         |
| 1-5          | Feltre-Renon Jr     | 2-5         |
| 5-3          | Pergine-Pusteria Jr | 9-3         |
| 1-4          | Varese-Alleghe      | 4-7         |
| 0-6          | Venosta-Ora         | 1-5         |

| 7ª            | giornata             | 22ª          |
| 30. ott. 2015 |                      | 15 gen. 2016 |
| 3-0           | Caldaro-Merano       | 4-3 dr       |
| 1-6           | Feltre-Alleghe       | 2-4          |
| 4-3           | Milano-Chiavenna     | 7-4          |
| 4-3 dr        | Ora-Egna             | 2-1          |
| 5-3           | Pergine-Appiano      | 4-5 dr       |
| 2-4           | Pusteria Jr-Renon Jr | 0-2          |
| 2-3 dr        | Varese-Como          | 3-5          |
| 2-6           | Venosta-Fiemme       | 6-9          |

| 10ª          | giornata           | 25ª          |
| 15 nov. 2015 |                    | 31 gen. 2016 |
| 0-1          | Alleghe-Fiemme     | 5-0          |
| 2-10         | Chiavenna-Ora      | 1-8          |
| 3-1          | Como-Renon Jr      | 2-3 dr       |
| 5-4 dts      | Egna-Appiano       | 4-5 dts      |
| 6-2          | Milano-Caldaro     | 1-4          |
| 2-4          | Pusteria Jr-Merano | 1-7          |
| 4-2          | Varese-Feltre      | 2-3          |
| 1-7          | Venosta-Pergine    | 1-6          |

| 13ª         | giornata            | 28ª          |
| 6 dic. 2015 |                     | 21 feb. 2016 |
| 0-3         | Alleghe-Egna        | 1-9          |
| 3-1         | Appiano-Merano      | 6-1          |
| 3-6         | Feltre-Chiavenna    | 2-4          |
| 4-3         | Fiemme-Pergine      | 2-3          |
| 18-0        | Milano-Como         | 6-3          |
| 4-1         | Ora-Renon Jr        | 3-2          |
| 2-3         | Pusteria Jr-Caldaro | 1-6          |
| 7-2         | Venosta-Varese      | 4-9          |

| 2ª           | giornata         | 17ª          |
| 27 set. 2015 |                  | 27 dic. 2015 |
| 4-0          | Appiano-Alleghe  | 3-1          |
| 9-1          | Egna-Varese      | 6-1          |
| 4-3          | Fiemme-Caldaro   | 2-3          |
| 15-1         | Merano-Chiavenna | 11-1         |
| 8-1          | Milano-Feltre    | 7-0          |
| 4-1          | Pergine-Renon Jr | 2-5          |
| 6-8          | Pusteria Jr-Ora  | 3-6          |
| 9-2          | Venosta-Como     | 6-2          |

| 5ª           | giornata           | 20ª         |
| 18 ott. 2015 |                    | 6 gen. 2016 |
| 9-2          | Caldaro-Varese     | 5-3         |
| 1-7          | Chiavenna-Egna     | 2-7         |
| 4-5          | Como-Merano        | 3-7         |
| 3-5          | Milano-Venosta     | 6-3         |
| 6-1          | Ora-Feltre         | 5-3         |
| 3-2 dts      | Pergine-Alleghe    | 5-1         |
| 2-7          | Pusteria Jr-Fiemme | 1-4         |
| 3-5          | Renon Jr-Appiano   | 1-3         |

| 8ª          | giornata          | 23ª          |
| 1 nov. 2015 |                   | 17 gen. 2016 |
| 4-6         | Alleghe-Merano    | 1-8          |
| 0-1         | Appiano-Caldaro   | 0-3          |
| 7-3         | Chiavenna-Venosta | 1-6          |
| 8-1         | Egna-Pusteria Jr  | 7-3          |
| 7-3         | Fiemme-Feltre     | 5-4          |
| 13-1        | Ora-Varese        | 5-0          |
| 10-2        | Pergine-Como      | 2-1          |
| 4-1         | Renon Jr-Milano   | 2-4          |

| 11ª          | giornata              | 26ª         |
| 22 nov. 2015 |                       | 7 feb. 2016 |
| 4-3          | Alleghe-Venosta       | 1-4         |
| 13-1         | Appiano-Feltre        | 6-1         |
| 3-4 dts      | Caldaro-Egna          | 0-8         |
| 6-3          | Fiemme-Varese         | 5-4         |
| 5-0          | Merano-Renon Jr       | 4-6         |
| 11-2         | Ora-Como              | 11-1        |
| 3-4          | Pergine-Milano        | 4-6         |
| 3-2 dr       | Pusteria Jr-Chiavenna | 2-8         |

| 14ª         | giornata            | 29ª          |
| 8 dic. 2015 |                     | 28 feb. 2016 |
| 1-3         | Alleghe-Ora         | 0-6          |
| 9-2         | Caldaro-Como        | 5-0          |
| 10-1        | Egna-Feltre         | 13-2         |
| 3-0         | Merano-Fiemme       | 3-4          |
| 4-1         | Pergine-Chiavenna   | 3-2 dr       |
| 0-2         | Pusteria Jr-Appiano | 1-12         |
| 4-0         | Renon Jr-Venosta    | 6-2          |
| 2-5         | Varese-Milano       | 2-10         |

| 3ª          | giornata            | 18ª          |
| 4 ott. 2015 |                     | 30 dic. 2015 |
| 5-2         | Alleghe-Pusteria Jr | 2-4          |
| 5-0         | Caldaro-Feltre      | 9-1          |
| 6-7 dr      | Como-Chiavenna      | 2-3 dts      |
| 5-0         | Merano-Venosta      | 6-4          |
| 1-6         | Milano-Egna         | 2-4          |
| 5-3         | Ora-Pergine         | 4-3 dts      |
| 6-4         | Renon Jr-Fiemme     | 2-4          |
| 2-6         | Varese-Appiano      | 2-4          |

| 6ª           | giornata           | 21ª          |
| 25 ott. 2015 |                    | 10 gen. 2016 |
| 3-0          | Alleghe-Como       | 4-1          |
| 1-4          | Appiano-Ora        | 2-6          |
| 5-1          | Caldaro-Venosta    | 8-2          |
| 4-2          | Egna-Renon Jr      | 2-3          |
| 2-5          | Feltre-Pusteria Jr | 2-5          |
| 9-0          | Fiemme-Chiavenna   | 4-0          |
| 2-1 dr       | Merano-Milano      | 5-2          |
| 1-6          | Varese-Pergine     | 2-11         |

| 9ª          | giornata            | 24ª          |
| 8 nov. 2015 |                     | 24 gen. 2016 |
| 4-2         | Caldaro-Alleghe     | 4-1          |
| 4-7         | Feltre-Como         | 0-2          |
| 1-6         | Fiemme-Appiano      | 3-4 dr       |
| 9-4         | Merano-Varese       | 6-1          |
| 3-4         | Milano-Ora          | 4-2          |
| 0-7         | Pergine-Egna        | 2-5          |
| 4-1         | Renon Jr-Chiavenna  | 8-0          |
| 3-5         | Venosta-Pusteria Jr | 1-5          |

| 12ª          | giornata           | 27ª          |
| 29 nov. 2015 |                    | 14 feb. 2016 |
| 5-4 dr       | Chiavenna-Alleghe  | 3-4          |
| 0-7          | Como-Appiano       | 1-11         |
| 6-1          | Egna-Venosta       | 11-1         |
| 2-3          | Feltre-Pergine     | 0-8          |
| 5-2          | Merano-Ora         | 2-1          |
| 5-3          | Milano-Fiemme      | 1-2          |
| 2-3          | Renon Jr-Caldaro   | 3-4 dr       |
| 6-5          | Varese-Pusteria Jr | 3-7          |

| 15ª          | giornata          | 30ª         |
| 13 dic. 2015 |                   | 6 mar. 2016 |
| 2-3          | Alleghe-Milano    | 4-2         |
| 3-8          | Chiavenna-Appiano | 0-9         |
| 2-4          | Como-Pusteria Jr  | 4-2         |
| 2-1          | Feltre-Venosta    | 5-4         |
| 3-2          | Fiemme-Egna       | 3-2 dr      |
| 0-3          | Ora-Caldaro       | 1-5         |
| 8-3          | Pergine-Merano    | 2-8         |
| 4-7          | Varese-Renon Jr   | -           |

Legenda: dts = dopo i tempi supplementari; dr = dopo i tiri di rigore

### Classifica
| Pos. | Squadra          | Pt | G  | V  | VOT | POT | P  | GF  | GS  | DR   |
| ---- | ---------------- | -- | -- | -- | --- | --- | -- | --- | --- | ---- |
| 1.   | Kaltern-Caldaro  | 77 | 30 | 24 | 2   | 1   | 3  | 133 | 54  | +79  |
| 2.   | Neumarkt-Egna    | 70 | 30 | 21 | 2   | 3   | 4  | 171 | 59  | +112 |
| 3.   | Merano           | 69 | 30 | 22 | 1   | 1   | 6  | 159 | 73  | +86  |
| 4.   | Aurora Frogs     | 68 | 30 | 21 | 2   | 1   | 6  | 149 | 69  | +80  |
| 5.   | Eppan-Appiano    | 67 | 30 | 20 | 3   | 1   | 6  | 155 | 64  | +91  |
| 6.   | Fiemme           | 65 | 30 | 20 | 2   | 1   | 7  | 122 | 85  | +37  |
| 7.   | Milano Rossoblu  | 58 | 30 | 19 | 0   | 1   | 10 | 139 | 84  | +55  |
| 8.   | Pergine          | 54 | 30 | 16 | 2   | 2   | 10 | 130 | 93  | +37  |
| 9.   | Ritten-Renon Jr. | 48 | 29 | 15 | 1   | 1   | 12 | 97  | 77  | +20  |
| 10.  | Alleghe          | 35 | 30 | 11 | 0   | 2   | 17 | 75  | 101 | -26  |
| 11.  | Chiavenna        | 23 | 30 | 5  | 3   | 2   | 20 | 76  | 170 | -94  |
| 12.  | Val Pusteria Jr. | 23 | 30 | 7  | 1   | 0   | 22 | 83  | 147 | -64  |
| 13.  | Como             | 20 | 30 | 5  | 1   | 3   | 21 | 68  | 177 | -109 |
| 14.  | Val Venosta      | 18 | 30 | 6  | 0   | 0   | 24 | 85  | 162 | -77  |
| 15.  | Varese           | 13 | 29 | 4  | 0   | 1   | 24 | 77  | 176 | -99  |
| 16.  | Feltreghiaccio   | 9  | 30 | 3  | 0   | 0   | 27 | 53  | 181 | -128 |

Legenda:

      Ammesse ai playoff
Note:

Tre punti a vittoria, due punti a vittoria dopo overtime o rigori, un punto a sconfitta dopo overtime o rigori, zero a sconfitta.

## Playoff

### Tabellone
- Tutte le serie al meglio delle cinque gare, si qualifica la squadra che vince tre incontri.
- La squadra con il miglior piazzamento in classifica disputa il primo e il terzo (più eventuale quinto) incontro in casa.

|  | Primo turno | Primo turno     | Primo turno   |        |              | Semifinali    | Semifinali | Semifinali |  |  | Finale | Finale  | Finale |
|  |             |                 |               |        |              |               |            |            |  |  |        |         |        |
|  | 1           | Kaltern-Caldaro | 1             |        |              |               |            |            |  |  |        |         |        |
|  | 8           | Pergine         | 3             |        |              |               |            |            |  |  |        |         |        |
|  | 8           | Pergine         | 3             |        | 8            | Pergine       | 3          |            |  |  |        |         |        |
|  |             |                 |               |        | 8            | Pergine       | 3          |            |  |  |        |         |        |
|  |             | 5               | Eppan-Appiano | 0      |              |               |            |            |  |  |        |         |        |
|  | 4           | 5               | Eppan-Appiano | 0      | Aurora Frogs | 0             |            |            |  |  |        |         |        |
|  | 4           |                 |               |        | Aurora Frogs | 0             |            |            |  |  |        |         |        |
|  | 5           | Eppan-Appiano   | 3             |        |              |               |            |            |  |  |        |         |        |
|  |             |                 |               |        |              |               |            |            |  |  | 8      | Pergine | 0      |
|  |             |                 | 3             | Merano | 3            |               |            |            |  |  |        |         |        |
|  | 2           | Neumarkt-Egna   | 3             |        |              |               |            |            |  |  |        |         |        |
|  | 7           | Milano Rossoblu | 0             |        |              |               |            |            |  |  |        |         |        |
|  | 7           | Milano Rossoblu | 0             |        | 2            | Neumarkt-Egna | 1          |            |  |  |        |         |        |
|  |             |                 |               |        | 2            | Neumarkt-Egna | 1          |            |  |  |        |         |        |
|  |             | 3               | Merano        | 3      |              |               |            |            |  |  |        |         |        |
|  | 3           | 3               | Merano        | 3      | Merano       | 3             |            |            |  |  |        |         |        |
|  | 3           |                 |               |        | Merano       | 3             |            |            |  |  |        |         |        |
|  | 6           | Fiemme          | 1             |        |              |               |            |            |  |  |        |         |        |

### Quarti di finale
- Date: 9, 11, 13, 16 marzo 2016

| Squadra 1       | Totale | Squadra 2       | Gara 1 | Gara 2    | Gara 3 | Gara 4 | Gara 5 |
| --------------- | ------ | --------------- | ------ | --------- | ------ | ------ | ------ |
| Kaltern-Caldaro | 1 - 3  | Pergine         | 4 - 2  | 4 - 6     | 0 - 1  | 3 - 10 | -      |
| Neumarkt-Egna   | 3 - 0  | Milano Rossoblu | 7 - 4  | 7 - 4     | 2 - 1  | -      | -      |
| Merano          | 3 - 1  | Fiemme          | 7 - 3  | 5 - 6 dts | 9 - 2  | 4 - 1  | -      |
| Aurora Frogs    | 0 - 3  | Eppan-Appiano   | 2 - 5  | 3 - 5     | 3 - 5  | -      | -      |

### Semifinali
- Date: 20, 23, 25, 28 marzo 2016

| Squadra 1     | Totale | Squadra 2 | Gara 1   | Gara 2 | Gara 3 | Gara 4 | Gara 5 |
| ------------- | ------ | --------- | -------- | ------ | ------ | ------ | ------ |
| Neumarkt-Egna | 1 - 3  | Merano    | 4 - 3    | 1 - 4  | 3 - 5  | 2 - 4  | -      |
| Eppan-Appiano | 0 - 3  | Pergine   | 3 - 4 dr | 2 - 3  | 2 - 5  | -      | -      |

### Finale
- Date: 1, 3, 6 aprile 2016

| Squadra 1 | Totale | Squadra 2 | Gara 1 | Gara 2 | Gara 3 | Gara 4 | Gara 5 |
| --------- | ------ | --------- | ------ | ------ | ------ | ------ | ------ |
| Merano    | 3 - 0  | Pergine   | 2 - 1  | 4 - 2  | 2 - 0  | -      | -      |

## Classifica finale
| Pos. | Squadra          |
| ---- | ---------------- |
| 1    | Merano Junior    |
| 2    | Pergine          |
| 3    | Neumarkt-Egna    |
| 4    | Eppan-Appiano    |
| 5    | Kaltern-Caldaro  |
| 6    | Aurora Frogs     |
| 7    | Fiemme           |
| 8    | Milano Rossoblu  |
| 9    | Ritten-Renon Jr. |
| 10   | Alleghe          |
| 11   | Chiavenna        |
| 12   | Val Pusteria Jr. |
| 13   | Como             |
| 14   | Val Venosta      |
| 15   | Varese           |
| 16   | Feltreghiaccio   |

## Verdetti
- Campione di Serie B: Hockey Club Merano Junior (5º titolo)

| Campioni Serie B 2015-2016 HC Merano Junior | Portieri: Samuel Quaglio, Massimo Quagliato, Simon Andreano Difensori: Jan Mair, Francesco Turrin, Janis Jörg, Julian Schwienbacher, Christian Tröger, Philipp Beber, Ingemar Gruber (C), Stefan Kobler Attaccanti: Pontus Morén, Kevin Gruber, Thomas Mitterer, Davide Turrin, Daniel Rizzi (A), Christian Lombardi, Patrick Cainelli, Flavio Faggioni, Sebastian Thaler, Franz Josef Plankl, Manuel Lo Presti (A), Kristian Schwienbacher Staff Tecnico: Massimo Ansoldi (Allenatore) |